# Священні посудини
Священні посудини — загальна назва предметів церковного начиння, що застосовуються в богослужінні (деякі з них не є судинами у власному розумінні слова).
У православ'ї до священних (літургійних) посудин належать:
| Найменування    | Ілюстрація | Призначення |
| --------------- | ---------- | --- |
| Дароносиця      |            | Переносна дарохранильниця для носіння Святих дарів; використовується для здійснення таїнства Причастя поза храмом                                                                 |
| Дарохранильниця |            | Посудина у формі храму; всередині нього зберігаються запасні Святі Дари, що вживаються для причастя на дому важкохворих та помираючих людей                                       |
| Дискос          |            | Таріль на ніжці із зображенням немовляти Ісуса, що лежить в яслах, на яке викладають Агнця, вирізаного з Агничної просфори та частинки, вийняті з інших просфор під час літургії. |
| Звіздиця        |            | Дві металеві дуги, з'єднані в центрі, поставляється на дискос з метою збереження порядку, викладених на ньому частинок просфор                                                    |
| Копіє           |            | Двосічний ніж (різець) з трикутним лезом. Використовується на проскомидії для вилучення частинок з просфор                                                                        |
| Літійний прилад |            | Для благословення хліба, пшениці, вина і єлею. |
| Ложиця          |            | Ложечка, з якої причащають мирян та церковнослужителів |
| Потир           |            | Чаша, в яку вливається вино, переосутнюються на Кров Христову |

Священні посудини можуть виготовлятися з дерева або металу; часто вони прикрашаються дорогоцінними каменями, тому багато хто з них являють собою значну художню цінність. Кожній священній посудині надається глибокий символічний зміст. Після освячення до священних посудин можуть торкатися лише священнослужителі.